# Alfa Vienna Insurance Group Biztosító Zrt.
Az Alfa Vienna Insurance Group Biztosító Zártkörűen működő Részvénytársaság – jogelődei révén – Magyarország egyik legnagyobb múltra visszatekintő biztosítótársasága, története a múlt század közepéig nyúlik vissza. 1949-ben megalakult az Állami Biztosító Nemzeti Vállalat, amely az akkori viszonyok között széles rétegeknek nyújtott biztosítási szolgáltatást. A társaságot 1992-ben privatizálták, amely során a holland székhelyű nemzetközi Aegon vállalatcsoport többségi tulajdont szerzett.
Az Aegon N. V. 2020-ban döntött egyes kelet- és közép európai érdekeltségei eladásáról az ausztriai székhelyű VIG csoportnak, amely az Union Biztosító révén ismert szereplő a magyar piacon. Az Aegon csoport részeként három évtizedig működő magyarországi leányvállalat a hazai biztosítási piac egyik legsikeresebb vállalataként csatlakozott a VIG csoporthoz, amelynek hazai érdekeltségeiben kisebbségi tulajdonosként a Magyar Állam is szerepet vállal. A tulajdonos változásához kapcsolódóan a társaság neve is megváltozott Alfa Biztosítóra, amely továbbra is a lakásbiztosítási piac vezető biztosítója, tulajdonosain keresztül – a VIG és a Magyar Állam közel 20%-os piaci részesedésével – Magyarország egyik vezető biztosítási csoportjának tagja.
2023-tól VIG Befektetési Alapkezelő Magyarország Zrt. végzi az Alfa Biztosító (korábban: Aegon Magyarország Biztosító) és az Alfa Önkéntes Nyugdíjpénztár (korábban: Aegon Önkéntes Nyugdíjpénztár) vagyonkezelését.

## Története
- 1949. június 20.: az Állami Biztosító Nemzeti Vállalat (ÁB) alapítása
- 1986.: a Magyar Állam létrehozta a Hungária Biztosítót, mely az Állami Biztosító Nemzeti Vállalatból vált ki
- 1990. június 1.: a holland Aegon Csoport megvásárolja az Állami Biztosítót – létrejön az ÁB-Aegon
- 1992.: az ÁB privatizációja, új tulajdonosává 75%-ban az AEGON Csoport válik.
- 1995. október: az állam eladta maradék részvényhányadát az Aegon Csoportnak, amely így a társaság 100%-os tulajdonossá vált
- 1996.: az Aegon Önkéntes Nyugdíjpénztár megalakulása
- 1997.: befejeződik a biztosító Kálvin téri Székházának felújítása
- 2001.: elindul az első biztosítói Call Center Magyarországon
- 2004. május 1.: a vállalat felvette az Aegon Magyarország Általános Biztosító Részvénytársaság nevet
- 2006.: az Aegon Irodalmi Díj alapítása (2020-ig)
- 2006.: a vállalat neve Aegon Magyarország Általános Biztosító Zártkörűen Működő Részvénytársaságra változik
- 2012.: az Év pénzintézete Díj, European Excellence Award – a kármegelőzés kampányokért, a Help 24 megalakulása
- 2013.: a Lakástakarékpénztár, a Hitel Zrt., és az Alternatív Üzletfejlesztési Igazgatóság megalakulása
- 2014.: az Év pénzintézete Díj, a Prémium Üzletág elindulása
- 2016.: a Corporate Igazgatóság megalakulása
- 2016., 2017., 2018.: az Év ügyfélbarát biztosítója díjak
- 2020.: az Aegon N. V. értékesíti a közép-kelet-európai operációit
- 2021.: a biztosítót érintő tranzakció lezárul, többségi tulajdonos a bécsi központú Vienna Insurance Group, kisebbségi tulajdonos a Corvinus Nemzetközi Befektetési Zrt. útján a Magyar Állam
- 2022.: a Kiemelkedő Digitális Biztosító minősítés elnyerése
- 2023. augusztus 1.: a vállalat Aegon Biztosítóból Alfa Biztosító lett
- 2023.: a lakásbiztosítási piac vezető biztosítója, 3. legnagyobb biztosító (díjbevétel alapján)
- 2024.: elindul az Alfa Biztosító applikációja, az AlfaGo

## Az Állami Biztosító és a Hungária Biztosító szétválása
Az állam 1986-ban – a biztosítási állomány megfelezésével – az Állami Biztosítóból kiszakította és létrehozta a Hungária Biztosítót, s ezzel a két biztosítótársaság közötti alapvető differenciálódást is megteremtette. Az Állami Biztosító fő profiljába főleg a lakás- és ház-, illetve az életbiztosítások állományai tartoztak, míg a Hungária Biztosító a kötelező gépjármű-felelősségbiztosítást és a CASCO-t tudhatta magáénak.

## Az Alfa Biztosító egyéb magyar leányvállalatai
- Alfa VIG Pénztárszolgáltató Zrt.
- Alfa VIG Közvetítő Zrt.
- Alfa Önkéntes Nyugdíjpénztár